# تابرناس
تابرناس دهستانی در استان آلمریای اسپانیا است.
در این دهستان ۳٬۲۱۷ نفر زندگی می‌کنند. مساحت این دهستان ۲۸۱ کیلومتر مربع است.